# Pseudeschiniscus suillus
Pseudeschiniscus suillus är en djurart som tillhör fylumet trögkrypare, och som beskrevs av Ehrenberg 1953. Pseudeschiniscus suillus ingår i släktet Pseudeschiniscus, och familjen Echiniscidae. Arten är reproducerande i Sverige.